# Biton subulatus
Espèce
Synonymes
- Daesia subulata Purcell, 1899

Biton subulatus est une espèce de solifuges de la famille des Daesiidae.

## Distribution
Cette espèce est endémique d'Afrique du Sud.

## Description
Le mâle holotype mesure 16,3 mm.
Le mâle décrit par Roewer en 1933 mesure 15 mm.

## Publication originale
- Purcell, 1899 : New and little known South African Solifugae in the collection of the South African Museum. Annals of the South African Museum, vol. 1, p. 381-432 (texte intégral).